# Samuel Courtauld
Samuel Courtauld, né le 7 mai 1876 à Braintree et mort le 1er décembre 1947 à Londres, est un industriel anglais d'origine huguenote, collectionneur d'art et fondateur du Courtauld Institute of Art et de la  Courtauld Gallery à Londres en 1932. 
Il appartient à une célèbre famille d'industriels britanniques spécialisée dans le textile et la chimie. Véritable empire, Courtaulds (en) fut fondée par George Courtauld (1761-1823) et développée par son fils Samuel Courtauld (1793-1881), lequel est le grand oncle du philanthrope amateur d'art.
Après une série de dons pendant les années 1930, il a légué sa collection, à sa mort,.